# ОШ Зенељ Хајдини Рајинце
ОШ „Зенељ Хајдини” у Рајинцу, једна је од установа основног образовања на територији општине Прешево.